# Luis de Céspedes y Oviedo
Luis de Céspedes y Oviedo (1530 - 1572) fue un administrador real español, nombrado por el rey Felipe II de España gobernador de Yucatán el 3 de junio de 1564. Fue el primer gobernante de la provincia de Yucatán en ejercer el mando político y administrativo con tal título en virtud de que el rey había elevado a la provincia a la categoría de gubernatura en 1564.

## Datos biográficos e históricos
Aunque Luis de Céspedes y Oviedo, fue nombrado gobernador de Yucatán en 1564, no llegó a la península de Yucatán para asumir sus funciones sino hasta el 13 de noviembre de 1565.
Inmediatamente después de tomar posesión de su cargo emprendió la tarea de seguir juicio de residencia a su antecesor Diego de Quijada por quejas presentadas en contra de este por vecinos y encomenderos de las villas y pueblos de la provincia, quienes molestos por tener que pagar fletes y transportes en lugar de transportar las mercancías a lomo de indios, se quejaron por supuestos abusos cometidos por Quijada.
Luis de Céspedes se caracterizó por su temperamento jovial y ligero, proclive a las fiestas, lo que le ocasionó la animadversión del clero peninsular y muy particularmente del obispo Francisco del Toral, quien se encargó de elevar numerosas quejas en contra del gobernante a lo largo de su gestión.
El obispo Del Toral hace un retrato poco agradable de don Luis de Céspedes:

"Faltánle letras y sóbranle necesidad y así, por una parte, le ata el no saber y por la otra, le atan con intereses que le han cegado, de tal arte que a los pobres porque hollaron el sol los encarcela y los aflije, para hacer parecer que hay justicia, y a los que debería castigar se andan paseando por las calles .... y muy a las claras es parcial en la justicia...."

Durante el gobierno de Céspedes y Oviedo se abrieron diversos caminos en la península, siguiendo la obra emprendida por su antecesor, Diego de Quijada, obras que eran altamente requeridas para impulsar el desarrollo regional.
Las quejas recibidas por la corona de la conducta del gobernador dieron como resultado su sustitución en marzo de 1571, fecha en la que se presentó a Mérida, Diego de Santillán y Pineda, para sucederlo en el mando político de la provincia. Según el historiador Lizana, citado por Juan Francisco Molina Solís en su Historia de Yucatán durante la dominación española, murió De Céspedes y Oviedo al naufragar su navío retornando a España en 1572.